# Normandia: passaporto per morire
Normandia: passaporto per morire (Fall from Grace) è un film per la televisione del 1994, co-prodotto da Gran Bretagna, Francia, Stati Uniti d'America e Italia, diretto da Waris Hussein.

## Trama
Londra 1943. I servizi segreti alleati mettono a punto il piano per indurre in errore Hitler ed i suoi generali sulla località scelta per il "D-Day", lo sbarco alleato nella Francia occupata. L'incarico di realizzare il piano è affidato a Sir Henry Ridley (uomo di fiducia di Winston Churchill), ad un giovane ufficiale americano, Tom O'Neil, e due agenti segreti francesi Catherine Pradier e Paul Lemaire. Il piano, molto rischioso e ricco di risvolti ambigui, mette a dura prova i principi morali dei protagonisti, ben consci che dalle loro azioni dipendono le sorti dell'intera guerra.

## Distribuzione
In Italia è andato in onda per la prima volta su Rete 4 il 5 giugno 1994 in occasione del 50º anniversario dello Sbarco in Normandia.